# Margarita Tutulani
Marguerita Tutulani né en 1925 et morte le 6 juillet 1943 est une résistante anti-fasciste pendant la Seconde Guerre mondiale, décorée du titre de Héros de l'Albanie. Sa mort brutale inspire de nombreux Albanais à entrer dans la résistance.

## Biographie
Tutulani naît à Berat dans le quartier de Goricaest. Son grand-père, Dhimiter Tutulani, est l'un des signataires de la Déclaration d'Indépendance d'Albanie en 1912 et son père est membre du Parlement albanais. Elle fait ses études à la lInstituti Femëror Nëna Mbretëreshë (Institut pédagogique de la Reine-mère) à Tirana.
Lorsque l'Italie envahit l'Albanie en avril 1939, Tutulani et sa famille sont déportés à Berat pour avoir manifestés contre la domination italienne. En 1942, elle rejoint le Parti communiste. Elle est l'une des figures de proue de la manifestation du 28 novembre 1942 contre le fascisme, qui rassemble des milliers de personnes dans les rues de Berat. À partir de ce moment-là, elle devient une cible du gouvernement fasciste.
Margarita Tutulani et son frère, Kristaq Tutulani, sont arrêtés le 4 juillet 1943 à Berat et torturés. Le 6 juillet, ils sont abattus à Gosa, près de Kavajë,.
La ville est sous le choc de leur mort, une photo du « corps mutilé » de Tutulani est diffusée par le gouvernement. Sa mort inspire de nombreux albanais à rejoindre la résistance.
Une statue de Margarita Tutulani se situe dans le Cimetière national des martyrs d'Albanie. Elle laisse derrière elle, gardé dans les archives familiales, des poèmes, des mémoires et des essais. Le linguiste albanais Vehxhi Buharaja a écrit un poème en son honneur, « Margarita », dix jours après son assassinat.